# Hambach (Moselle)
Hambach település Franciaországban, Moselle megyében. Lakosainak száma 2787 fő (2022. január 1.). Hambach Grundviller, Neufgrange, Sarralbe, Herbitzheim, Sarreguemines, Willerwald, Woustviller és Siltzheim községekkel határos.

## Népesség
A település népességének változása:
| Lakosok száma | 1887 | 2135 | 2152 | 2670 | 2773 | 2782 | 2886 | 2875 | 2864 | 2787 |
|               | 1968 | 1982 | 1990 | 2006 | 2013 | 2015 | 2017 | 2019 | 2020 | 2022 |